# Bank Restriction Act
Le Bank Restriction Act est une loi du parlement de Grande-Bretagne votée le 25 février 1797 (37 Geo. III. c. 45)  qui suspend la convertibilité en or des billets de la Banque d'Angleterre, et prononce le cours forcé de la livre sterling, pour faire face à la fuite des capitaux conséquemment à, d'une part, la Première Coalition (1792-1797), conflit militaire dans lequel la Grande-Bretagne est impliquée contre la France révolutionnaire, et d'autre part la bulle spéculative américaine sur la terre, laquelle explose au cours de l'année 1796. Cette loi d'exception suspend pour une durée initiale de six semaines la convertibilité en or des billets de banque émis par la Banque d'Angleterre. 
La suspension va en réalité durer 24 ans et la convertibilité en or des billets de banque ne sera de nouveau possible qu'en 1821, dans le cadre de l'Act for the Resumption of Cash Payments. 

## Histoire

### Précédentes crises
L'Angleterre avait déjà connu plusieurs épisodes du même type mais jugés plus préoccupant à leur époque, par exemple la crise monétaire anglaise des années 1550, puis un siècle et demi plus tard la crise monétaire anglaise des années 1690, tous deux résolus par la frappe d'une nouvelle monnaie afin de pallier la perte de confiance dans les pièces d'argent-métal.
Quant à la fuite de capitaux anglais de 1774, conséquence de la guerre d'indépendance américaine, elle a vidé les circuits de la petite et moyenne monnaie. Par ailleurs, l'effondrement du cours des assignats français — qui n'étaient pas convertibles en espèces métalliques — a partiellement entamé la confiance dans le papier monnaie, même si un industriel britannique comme John Wilkinson en acheta, pour les soutenir.

### La crise monétaire de 1793
Le déclenchement de la crise, à savoir la ruée des possesseurs de billets de banque anglais vers les guichets afin d'en demander la conversion en or et en argent, a pour point de démarrage le 23 février 1793, quand est connue le débarquement de militaires français à Fishguard, nouvelle qui provoque un début de panique, des mouvements de décaissement largement compensés par la garantie qu'oppose la Banque d'Angleterre : à cette époque, elle possède en ses coffres 5,332 millions de livres sterling en or contre 10,865 millions de billets en circulation : l'effet de panique se prolongeant, la Banque frôle alors l'insolvabilité.
La décision du gouvernement de William Pitt le Jeune d'attaquer la France a pour conséquence, entre autres, de faire marcher la planche à billets.
Le Parlement britannique décide donc de voter une loi suspendant la convertibilité des billets en espèces métalliques, afin de stopper la fuite de l'or et sa thésaurisation.

### Explosion de la bulle spéculative sur les terres américaines (1796-1797)
Cette loi s'avère d'autant plus nécessaire que sur l'ensemble des marchés financiers européens et en Amérique, on assiste depuis 1796 au gonflement de diverses bulles spéculatives liées à des investissements de natures différentes mais qui, interconnectés, fondent un climat fragile. Ainsi en France, le Directoire met en place une vaste réforme monétaire et budgétaire qui contribue à liquider la question des assignats puis celle de la Dette publique, conduisant en septembre 1797 à l'annulation de fait de 75 % des effets au porteur (de nombreux investisseurs britanniques en possédaient). Mais c'est surtout la bulle spéculative sur les terres de l'Ouest américain, ajoutée à ça l'énorme chantier de la construction de la capitale, Washington DC, qui produit une zone sismique, l'ensemble des phénomènes augmentant la situation d'accumulation d'impayés, du simple fait que les échanges de capitaux entre la Grande-Bretagne, l'Europe continentale et l'Amérique vont subitement se tarir.

### Conséquences du Bank Restriction Act
Cette décision de non-convertiblité et donc de cours forcé permet à la Banque d'Angleterre d’émettre n’importe quelle quantité de billets sans disposer d’une réserve métallique pour couvrir son émission. Elle peut donc créer une quantité indéterminée de capital fictif en papier-monnaie et l’utiliser en avances aux banques, aux agent de change et aux commerçants. La fuite des capitaux en raison d'une perte de confiance dans la monnaie fut assez limitée, grâce à la croissance économique, selon Fernand Braudel. Pendant le Bank Restriction Act, la circulation monétaire fut surabondante, souligne en revanche Karl Marx.
En 1814, le volume total d'émission en billets par la Banque d'Angleterre est de 28,4 millions de livres, contre seulement 2,2 millions en or.
Cependant, la famine monétaire cesse quand près de 40 millions de pièces d'un shillings sont frappés en Angleterre entre 1816 et 1820, ainsi que 17 millions de pièces d'une demi-couronnes et 1,3 million de couronnes. 
Les problèmes posés par la suspension de la convertibilité de la livre en or entraîneront un long conflit portant sur les moyens nécessaires pour assurer la stabilité du système monétaire britannique. C’est ainsi que s’opposèrent pendant un demi-siècle partisans de la réglementation et de la liberté totale d’action pour la Banque d’Angleterre.
Le 1er mai 1821, la convertibilité est rétablie par le gouvernement grâce au comité chargé de stabiliser les finances britanniques présidé par Robert Peel : la Banque d'Angleterre publie sa situation, totalement inversée, annonçant 2,295 millions de livres en billets pour 11,233 millions en or dans ses caisses. 
La troisième et dernière version du Bank Charter Act, en 1844, va définitivement clarifier la relation entre la Banque d’Angleterre et l’État, fixant les caractéristiques du système monétaire britannique qui perdurèrent jusqu’à la Première Guerre mondiale. Les deux premières versions, en 1826 et 1833, avaient favorisé la croissance économique mais sans pouvoir empêcher la Panique de 1837, venue d'Amérique en raison de la volonté du président américain Andrew Jackson d'encourager la conquête de l'ouest via l'appât du gain par le biais de la recherche d'or.
Ainsi, en 1848, la masse monétaire cumulée de la France, l'Angleterre et les États-Unis se compose encore à 63 % d'espèces métalliques et seulement à 20 % de billets de banque.